# Tremplin de la Combe-Girard
Tremplin de la Combe-Girard – nieistniejąca skocznia narciarska w Le Locle w Szwajcarii, o punkcie konstrukcyjnym na 87 metrze (istniał również mniejszy obiekt K-58). Obecnie jest zniszczona i nie jest używana.

## Zwycięzcy międzynarodowych zawodów w Le Locle
Źródło: Skisprungenschanzen.com
| Sezon     | Zwycięzca           |
| --------- | ------------------- |
| 1950/1951 | Karl Holmström      |
| 1952/1953 | Torbjørn Falkanger  |
| 1954/1955 | Arnfinn Bergmann    |
| 1956/1957 | Andreas Däscher     |
| 1958/1959 | Mauno Valkama       |
| 1960/1961 | Antero Immonen      |
| 1962/1963 | Giacomo Aimoni      |
| 1964/1965 | Kjell Sjöberg       |
| 1966/1967 | Juhani Ruotsalainen |
| 1968/1969 | Yukio Kasaya        |
| 1970/1971 | Tauno Käyhkö        |
| 1972/1973 | Tauno Käyhkö        |
| 1974/1975 | Johan Sætre         |
| 1976/1977 | Johan Sætre         |